# Семёнов, Андрей Герасимович
Андре́й Гера́симович Семёнов (13 декабря 1924, Михайловка, Уральская область — 12 октября 2010, Екатеринбург) — советский лыжник, многократный чемпион и призёр первенств Советского Союза. Выступал на всесоюзном уровне в 1950-х годах, на соревнованиях представлял город Свердловск и физкультурно-спортивное общество «Динамо», почётный мастер спорта СССР. Также известен как тренер по лыжным гонкам. Участник Великой Отечественной войны.

## Биография
Родился 13 декабря 1924 года в деревне Михайловка (ныне — Ярковского района Тюменской области). С раннего детства помогал родителям на сельскохозяйственных работах, с пятого по седьмой класс школы ходил на учёбу за 12 км, пешком и на лыжах. Окончив школу, работал сначала в колхозе, затем в леспромхозе.
В 1942 году призван в ряды РККА, проходил службу в Свердловске в 239 полку конвойных войск МВД 39-й гвардейской мотострелковой дивизии. В 1943 году окончил школу снайперов и в мае—июне воевал на фронте Великой Отечественной войны, уничтожил четырёх немцев.
Активно заниматься лыжными гонками начал ещё во время войны в 1944 году. Первого серьёзного успеха добился в сезоне 1948 года, когда на войсковых соревнованиях одержал победу в индивидуальной гонке на 18 км и выиграл серебряную медаль на дистанции 50 км. В период 1951—1954 годов учился в пожарно-техническом училище, получил звание лейтенанта. После демобилизации работал механиком на Свердловском заводе транспортного машиностроения № 50.
В 1952 году Семёнов вошёл в основной состав сборной команды физкультурно-спортивного общества «Динамо» и побывал на чемпионате СССР в Свердловске, откуда привёз награду бронзового достоинства, выигранную в программе эстафеты 4 × 10 км — по итогам сезона получил звание мастера спорта. Два года спустя на всесоюзном первенстве в Златоусте вместе с другими динамовскими лыжниками одержал в эстафете победу. На чемпионате СССР 1955 года был лучшим в индивидуальной гонке на 30 км, а также получил бронзовые медали в гонке на 18 км и беге патрулей на 30 км. Последний раз показал сколько-нибудь значимый результат на всесоюзном уровне в сезоне 1956 года, когда на очередном первенстве страны в Свердловске в составе свердловского «Динамо» завоевал золотую медаль в патрульном беге и взял бронзу в гонках на 15 и 50 км. Является семикратным чемпионом РСФСР, за выдающиеся спортивные достижения удостоен звания «Почётный мастер спорта СССР».
После завершения спортивной карьеры занялся тренерской деятельностью, в частности тренировал молодых лыжников в свердловской Детско-юношеской спортивной школе. В 1982 году трудоустроился наладчиком пресс-форм на Свердловском приборостроительном заводе.
Среди наград имеет медали «За победу над Германией в Великой Отечественной войне 1941—1945 гг.», «В ознаменование 100-летия со дня рождения Владимира Ильича Ленина», «Ветеран труда», несколько юбилейных медалей.
Скончался 12 октября 2010 года в Екатеринбурге. Похоронен на Уктусском кладбище.